# IFK Göteborg
IFK Göteborg je švedski nogometni klub iz Göteborga. 
Klub je osnovan 4. listopada 1904. godine, te uz Malmö FF i AIK čini veliku trojku švedskog nogometa. S osvojenih 18 naslova državnog prvaka, pet domaćih kupova, te dva Kupa UEFA, Göteborg je drugi najuspješniji švedski klub, te je jedini skandinavski klub koji je osvojio neko europsko natjecanje. Natječe se u švedskoj prvoj ligi, Allsvenskan još od 1977. godine. Svoje domaće utakmice uglavnom igraju na stadionu Gamla Ullevi, a neke igraju i na većem Ullevi stadionu.  

## Klupski uspjesi

### Domaći uspjesi
Švedska prva liga:
- Prvak (18): 1908., 1910., 1918., 1935., 1942., 1958., 1969., 1982., 1983., 1984., 1987., 1990., 1991., 1993., 1994., 1995., 1996., 2007.

Švedski kup:
- Prvak (7): 1979., 1982., 1983., 1992., 2008., 2012./13., 2014./15., 2019./20.

### Europski uspjesi
Kup UEFA:
- Prvak (2): 1981./82., 1986./87.

## Poznati igrači
U anketi regionalnih novina Göteborgs-Posten, za najbolju momčad IFK Göteborga svih vremena odabrani su sljedeći igrači:
- Thomas Ravelli
- Ruben Svensson
- Glenn Hysén
- Magnus Erlingmark
- Stig Fredriksson
- Gunnar Gren
- Glenn Strömberg
- Bertil Johansson
- Bengt Berndtsson
- Filip Johansson
- Torbjörn Nilsson
- Pontus Kåmark
- Mats Lilienberg

## Vanjske poveznice
- Službena stranica